# Chalon (rivière)
Pour les articles homonymes, voir Chalon.
Le Chalon est une rivière du sud-est de la France qui coule dans le département de la Drôme en région Auvergne-Rhône-Alpes. Il est un affluent de l'Isère, donc un sous-affluent du Rhône.

## Géographie
Le Chalon est une rivière de 27,7 km de longueur, affluent de l'Isère, prenant sa source sur le territoire de la commune de Montmiral, petite commune située à dix-huit kilomètres au nord de Romans-sur-Isère, dans le secteur de la Drôme des collines.

### Communes et cantons traversés
Par ordre alphabétique : Arthémonay, Le Chalon, Châteauneuf-sur-Isère, Geyssans, Margès, Montmiral, Peyrins, Romans-sur-Isère, Saint-Bardoux, Saint-Bonnet-de-Valclérieux, Saint-Donat-sur-l'Herbasse, Saint-Laurent-d'Onay, Saint-Michel-sur-Savasse, Granges-les-Beaumont.

## Affluents
Ce cours d'eau ne possède qu'un seul affluent droit notable, le ruisseau de Galaure, d'une longueur de 3 km et dont le confluent est situé sur le territoire de la commune d'Arthémonay

### Rang de Strahler
Donc son rang de Strahler est de deux.